# Населення Сейшельських Островів
Населення Сейшельських Островів. Чисельність населення країни 2015 року становила 92,4 тис. осіб (199-те місце у світі). Чисельність сейшельців стабільно збільшується, народжуваність 2015 року становила 14,19 ‰ (138-ме місце у світі), смертність — 6,89 ‰ (137-ме місце у світі), природний приріст — 0,83 % (133-тє місце у світі) . 

## Природний рух

### Відтворення
Народжуваність на Сейшельських Островах, станом на 2015 рік, дорівнює 14,19 ‰ (138-ме місце у світі). Коефіцієнт потенційної народжуваності 2015 року становив 1,87 дитини на одну жінку (143-тє місце у світі).
Смертність на Сейшельських Островах 2015 року становила 6,89 ‰ (137-ме місце у світі).
Природний приріст населення в країні 2015 року становив 0,83 % (133-тє місце у світі).

### Вікова структура

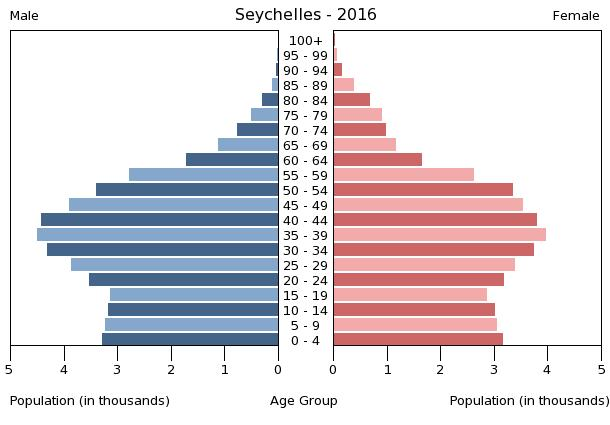
Віково-статева піраміда населення Сейшельських Островів, 2016 рік

Середній вік населення Сейшельських Островів становить 34,9 року (78-ме місце у світі): для чоловіків — 34,4, для жінок — 35,5 року. Очікувана середня тривалість життя 2015 року становила 74,49 року (117-те місце у світі), для чоловіків — 69,92 року, для жінок — 79,2 року.
Вікова структура населення Сейшельських Островів, станом на 2015 рік, виглядає наступним чином:
- діти віком до 14 років — 20,53 % (9731 чоловік, 9243 жінки);
- молодь віком 15—24 роки — 13,92 % (6740 чоловіків, 6125 жінок);
- дорослі віком 25—54 роки — 49,4 % (24 076 чоловіків, 21 586 жінок);
- особи передпохилого віку (55—64 роки) — 8,74 % (4190 чоловіків, 3888 жінок);
- особи похилого віку (65 років і старіші) — 7,41 % (2 670 чоловіків, 4 181 жінка)[1].

### Шлюбність— розлучуваність
Коефіцієнт шлюбності, тобто кількість шлюбів на 1 тис. осіб за календарний рік, дорівнює 17,4; коефіцієнт розлучуваності — 1,9; індекс розлучуваності, тобто відношення шлюбів до розлучень за календарний рік — 11 (дані за 2011 рік).

## Розселення
Густота населення країни 2015 року становила 209,7 особи/км² (66-те місце у світі).

### Урбанізація
Сейшельські Острови високоурбанізована країна. Рівень урбанізованості становить 53,9 % населення країни (станом на 2015 рік), темпи зростання частки міського населення — 1,14 % (оцінка тренду за 2010—2015 роки).
Головні міста держави: Вікторія (столиця) — 26,0 тис. осіб (дані за 2014 рік).

### Міграції
Річний рівень імміграції 2015 року становив 1 ‰ (64-те місце у світі). Цей показник не враховує різниці між законними і незаконними мігрантами, між біженцями, трудовими мігрантами та іншими.
Сейшельські Острови є членом Міжнародної організації з міграції (IOM).

## Расово-етнічний склад
| Етнічний склад (2015 рік) | Етнічний склад (2015 рік) | Етнічний склад (2015 рік) | Етнічний склад (2015 рік) | Етнічний склад (2015 рік) |
| ------------------------- | ------------------------- | ------------------------- | ------------------------- | ------------------------- |
| Етнос:                    |                           |                           | Відсоток:                 |                           |
| сейшельці                 | сейшельці                 |                           | 100%                      | 100%                      |

Головні етноси країни: мішаного походження від спільних шлюбів французів, африканців, індійців, китайців і арабів.

## Мови
| Мови Сейшельських Островів (2012 рік) | Мови Сейшельських Островів (2012 рік) | Мови Сейшельських Островів (2012 рік) | Мови Сейшельських Островів (2012 рік) | Мови Сейшельських Островів (2012 рік) |
| ------------------------------------- | ------------------------------------- | ------------------------------------- | ------------------------------------- | ------------------------------------- |
| Мова:                                 |                                       |                                       | Відсоток:                             |                                       |
| сейшельська креольська                | сейшельська креольська                |                                       | 89.1%                                 | 89.1%                                 |
| англійська                            | англійська                            |                                       | 5.1%                                  | 5.1%                                  |
| французька                            | французька                            |                                       | 0.7%                                  | 0.7%                                  |

Офіційні мови: сейшельська креольська — 89,1 %, англійська — 5,1 %, французька — 0,7 % (оцінка 2010 року).

## Релігії
| Релігії Сейшельських Островів (2009 рік) | Релігії Сейшельських Островів (2009 рік) | Релігії Сейшельських Островів (2009 рік) | Релігії Сейшельських Островів (2009 рік) | Релігії Сейшельських Островів (2009 рік) |
| ---------------------------------------- | ---------------------------------------- | ---------------------------------------- | ---------------------------------------- | ---------------------------------------- |
| Віросповідання:                          |                                          |                                          | Відсоток:                                |                                          |
| католики                                 | католики                                 |                                          | 76.2%                                    | 76.2%                                    |
| протестанти                              | протестанти                              |                                          | 10.6%                                    | 10.6%                                    |
| християни                                | християни                                |                                          | 2.4%                                     | 2.4%                                     |
| індуїсти                                 | індуїсти                                 |                                          | 2.4%                                     | 2.4%                                     |
| мусульмани                               | мусульмани                               |                                          | 1.6%                                     | 1.6%                                     |
| інші                                     | інші                                     |                                          | 1.1%                                     | 1.1%                                     |
| агностики                                | агностики                                |                                          | 4.8%                                     | 4.8%                                     |
| атеїсти                                  | атеїсти                                  |                                          | 0.9%                                     | 0.9%                                     |

Головні релігії й вірування, які сповідує, і конфесії та церковні організації, до яких відносить себе населення країни: римо-католицтво — 76,2 %, протестантизм — 10,6 % (англіканство — 6,1 %, п'ятидесятництво — 1,5 %, Церква адвентистів сьомого дня — 1,2 %, інший протестантизм — 1,6), інші течії християнства — 2,4 %, індуїзм — 2,4 %, іслам — 1,6 %, інші нехристияни — 1,1 %, не визначились — 4,8 %, не сповідують жодної — 0,9 % (станом на 2010 рік).

## Освіта
Рівень письменності 2012 року становив 91,8 % дорослого населення (віком від 15 років): 91,4 % — серед чоловіків, 92,3 % — серед жінок.
Державні витрати на освіту становлять 3,6 % ВВП країни, станом на 2011 рік (121-ше місце у світі). Середня тривалість освіти становить 14 років, для хлопців — до 13 років, для дівчат — до 15 років (станом на 2014 рік).

## Охорона здоров'я
Забезпеченість лікарями у країні на рівні 1,07 лікаря на 1000 мешканців (станом на 2012 рік). Забезпеченість лікарняними ліжками у стаціонарах — 3,6 ліжка на 1000 мешканців (станом на 2011 рік). Загальні витрати на охорону здоров'я 2014 року становили 3,4 % ВВП країни (147-ме місце у світі).
Смертність немовлят до 1 року, станом на 2015 рік, становила 10,49 ‰ (132-ге місце у світі); хлопчиків — 13,12 ‰, дівчаток — 7,78 ‰.

### Захворювання
Кількість хворих на СНІД невідома, дані про відсоток інфікованого населення в репродуктивному віці 15—49 років відсутні. Дані про кількість смертей від цієї хвороби за 2014 рік відсутні.
Частка дорослого населення з високим індексом маси тіла 2014 року становила 26,9 % (70-те місце у світі); частка дітей віком до 5 років зі зниженою масою тіла становила 3,6 % (оцінка на 2012 рік). Ця статистика показує як власне стан харчування, так і наявну/гіпотетичну поширеність різних захворювань.

### Санітарія
Доступ до облаштованих джерел питної води 2015 року мало 95,7 % населення в містах і 95,7 % в сільській місцевості; загалом 95,7 % населення країни. Відсоток забезпеченості населення доступом до облаштованого водовідведення (каналізація, септик): в містах — 98,4 %, в сільській місцевості — 98,4 %, загалом по країні — 98,4 % (станом на 2015 рік).

## Соціально-економічне становище
Співвідношення осіб, що в економічному плані залежать від інших, до осіб працездатного віку (15—64 роки) загалом становить 43,5 % (станом на 2015 рік): частка дітей — 33,6 %; частка осіб похилого віку — 9,9 %, або 10,1 потенційно працездатного на 1 пенсіонера. Загалом ці показники характеризують рівень потреби державної допомоги в секторах освіти, охорони здоров'я та пенсійного забезпечення, відповідно. Дані про відсоток населення країни, що перебуває за межею бідності, відсутні. Розподіл доходів домогосподарств у країні має такий вигляд: нижній дециль — 4,7 %, верхній дециль — 15,4 % (станом на 2007 рік).
Станом на 2012 рік, в країні 2,9 тис. осіб не має доступу до електромереж; 97 % населення має доступ, в містах цей показник дорівнює 97 %, у сільській місцевості — 97 %. Рівень проникнення інтернет-технологій високий. Станом на липень 2015 року в країні налічувалось 54 тис. унікальних інтернет-користувачів (184-те місце у світі), що становило 58,1 % загальної кількості населення країни.

### Трудові ресурси
Загальні трудові ресурси 2006 року становили 39,56 тис. осіб (196-те місце у світі). Зайнятість економічно активного населення у господарстві країни розподіляється наступним чином: аграрне, лісове і рибне господарства — 3 %; промисловість і будівництво — 23 %; сфера послуг — 74 % (станом на 2006 рік). Безробіття 2014 року дорівнювало 3 % працездатного населення, 2013 року — 3,3 % (26-те місце у світі); серед молоді у віці 15—24 років ця частка становила 11 %, серед юнаків — 8,4 %, серед дівчат — 14,2 %

## Кримінал

### Торгівля людьми
Згідно зі щорічною доповіддю про торгівлю людьми (англ. Trafficking in Persons Report) Управління з моніторингу та боротьби з торгівлею людьми Державного департаменту США, уряд Сейшельських Островів докладає значних зусиль у боротьбі з явищем примусової праці, сексуальної експлуатації, незаконною торгівлею внутрішніми органами, але не повною мірою, країна перебуває у списку спостереження другого рівня.

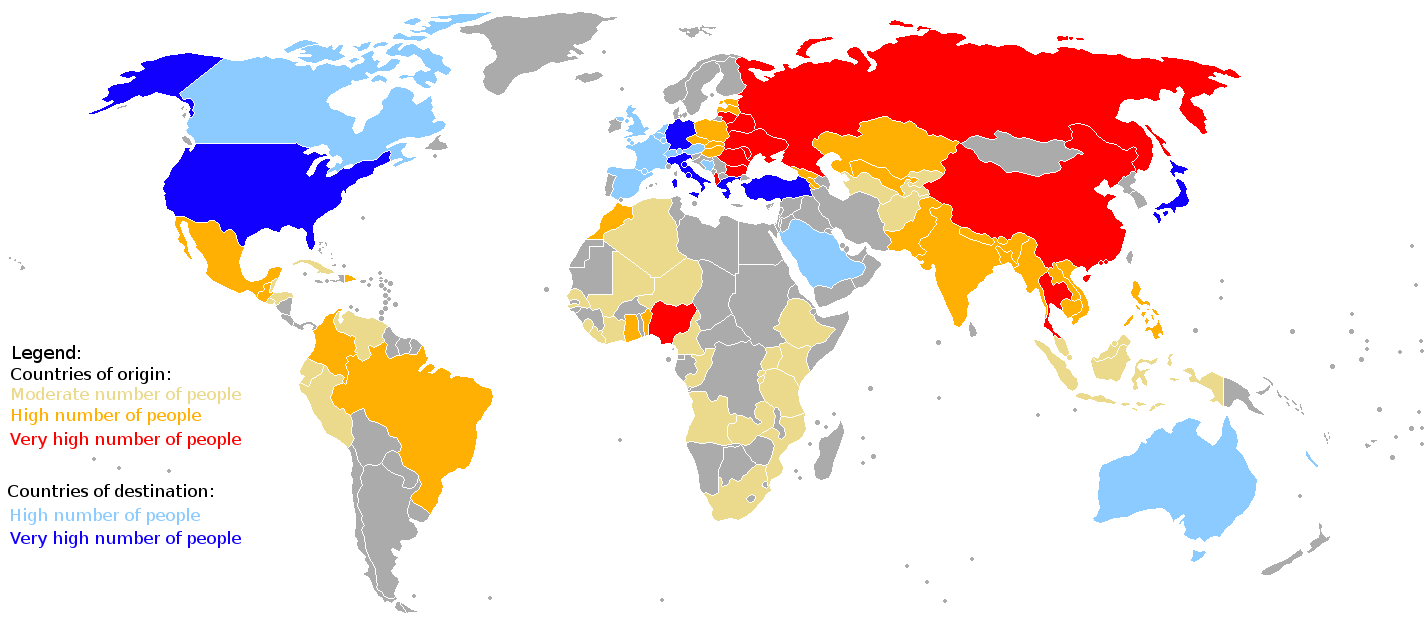
Країни-донори (червоний) і країни-реципієнти кримінальних потоків  (англ.)
Глобальна боротьба з торгівлею людьми (англ.)

## Гендерний стан
Статеве співвідношення (оцінка 2015 року):
- при народженні — 1,03 особи чоловічої статі на 1 особу жіночої;
- у віці до 14 років — 1,05 особи чоловічої статі на 1 особу жіночої;
- у віці 15—24 років — 1,1 особи чоловічої статі на 1 особу жіночої;
- у віці 25—54 років — 1,12 особи чоловічої статі на 1 особу жіночої;
- у віці 55—64 років — 1,08 особи чоловічої статі на 1 особу жіночої;
- у віці за 64 роки — 0,64 особи чоловічої статі на 1 особу жіночої;
- загалом — 1,05 особи чоловічої статі на 1 особу жіночої[1].

## Демографічні дослідження
Демографічні дослідження у країні ведуться рядом державних і наукових установ:

### Українською
- Атлас. 10—11 клас. Економічна і соціальна географія світу / упорядники :  О. Я. Скуратович, Н. І. Чанцева. — К. : ДНВП «Картографія», 2010. — ISBN 978-966-475-639-3.
- Атлас світу / голов. ред. І. С. Руденко ; зав. ред. В. В. Радченко ; відп. ред. О. В. Вакуленко. — К. : ДНВП «Картографія», 2005. — 336 с. — ISBN 9666315467.
- Безуглий В. В. Економічна і соціальна географія зарубіжних країн : Навчальний посібник. — К. : ВЦ «Академія», 2007. — 704 с. — ISBN 978-966-580-239-6.
- Безуглий В. В., Козинець С. В. Регіональна економічна і соціальна географія світу : Навчальний посібник. — видання 2-ге, доп., перероб. — К. : ВЦ «Академія», 2007. — 688 с. — ISBN 966-580-144-9.
- Головченко В. І., Кравчук О. Країнознавство: Азія, Африка, Латинська Америка, Австралія і Океанія. — К., 2006. — 335 с. — ISBN 966-8939-04-2.
- Гудзеляк І. І. Географія населення: Навчальний посібник / І. Гудзеляк. — Л. : Видавничий центр ЛНУ імені Івана Франка, 2008. — 232 с. — ISBN 978-966-613-599-8.
- Дахно І. І. Країни світу: Енциклопедичний довідник / І. І. Дахно, С. М. Тимофієв. — К. : Мапа, 2011. — 606 с. — (Бібліотека нового українця) — ISBN 978-966-8804-23-6.
- Дахно І. І. Економічна географія зарубіжних країн : навчальний посібник. — К. : Центр учбової літератури, 2014. — 319 с. — ISBN 978-611-01-0682-5.
- Джаман В. О. Регіональні системи розселення: демографічні аспекти. — Чернівці : Рута, 2003. — 392 с. — ISBN 9665685988.
- Дорошенко Л. С. Демографія: Навчальний посібник. — К. : МАУП, 2005. — 112 с. — ISBN 966-608-442-2.
- Дубович І. А. Країнознавчий словник-довідник. — 5-те вид., перероб. і доп. — К. : Знання, 2008. — 839 с. — ISBN 978-966-346-330-8.
- Економічна і соціальна географія країн світу. Навчальний посібник / За ред. Кузика С. П. — Л. : Світ, 2002. — 672 с. — ISBN 966-603-178-7.
- Загальна медична географія світу / В. О. Шевченко [та ін.] — К. : [б.в.], 1998. — 178 с.
- Книш М. М., Мамчур О. І. Регіональна економічна і соціальна географія світу (Латинська Америка та Карибські країни, Африка, Азія, Океанія) : навч. посіб. — Л. : ЛНУ ім. Івана Франка, 2013. — 368 с. — ISBN 978-617-10-0007-0.
- Крисаченко В. С. Динаміка населення: Популяційні, етнічні та глобальні виміри. — К. : Видавництво Національного інституту стратегічних досліджень, 2005. — 368 с. — ISBN 966-554-083-1.
- Любіцева О. О., Мезенцев К. В., Павлов С. В. Географія релігій. — К. : АртЕК, 1999. — 504 с. — ISBN 966-505-006-0.
- Масляк П. О. Країнознавство. — К. : Знання, 2007. — 292 с. — (Вища освіта XXI століття)
- Масляк П. О., Дахно І. І. Економічна і соціальна географія світу / П. О. Масляк, І. І. Дахно ; за ред. П. О. Масляка. — К. : Вежа, 2003. — 280 с. — ISBN 966-7091-53-8.

### Російською
- (рос.) Сейшельские Острова // Демографический энциклопедический словарь / главн. ред. Валентей Д. И. — М. : Советская энциклопедия, 1985. — 608 с.
- (рос.) Сейшельские Острова // Африка: энциклопедический справочник [в 2-х тт.] / гл. ред. А. Громыко. — М. : Советская энциклопедия, 1987. — Т. 2. — 671 с.
- (рос.) Сейшельские Острова // Страны и народы. Африка. Восточная и Южная Африка / Редкол. : М. Б. Горнунг, Г. Б. Старушенко (отв. ред.) и др. — М. : «Мысль», 1981. — 269 с. — (Страны и народы) — 180 тис. прим.
- (рос.) Атлас народов мира / Отв. ред. С. И. Брук и В. С. Апенченко. — М. : ГУГК ГГК СССР и Институт этнографии им. Н. Н. Миклухо-Маклая АН СССР, 1964. — 185 с. — 20 тис. прим.
- (рос.) Численность и расселение народов мира. Этнографические очерки / под ред. С. И. Брука. — М. : Издательство АН СССР, 1962. — 487 с.
- (рос.) Лаппо Г. М. География городов: Учебное пособие для географических факультетов вузов. — М. : Туманит, изд. центр ВЛАДОС, 1997. — 476 с. — ISBN 5-691-00047-0.
- (рос.) Ягельский А. География населения. — М. : Прогресс, 1980. — 383 с.